# Heart River (Peace River)
Der Heart River ist ein etwa 213 km langer rechter Nebenfluss des Peace River im Nordwesten der kanadischen Provinz Alberta. Der etwa 110 km lange Oberlauf heißt auch North Heart River, offenbar zur Unterscheidung von dem weiter südlich verlaufenden South Heart River.

## Flusslauf
Der Heart River hat seinen Ursprung in einem kleinen namenlosen See 52 km ostsüdöstlich von Peace River. Er fließt anfangs nach Norden, später nach Nordwesten und ab Flusskilometer 152 nach Südwesten. Er weist auf seinem kompletten Ober- und Mittellauf ein stark mäandrierendes Verhalten mit zahlreichen engen Flussschlingen und Altarmen auf. Bei Flusskilometer 100 passiert der Fluss Harmon Valley und verlässt ein überwiegend bewaldetes Gebiet und erreicht eine landwirtschaftlich genutzte Region. Der Flussname ändert sich hier an der Einmündung eines Baches von links von North Heart River zu Heart River. Bei Flusskilometer 70 trifft der Bearhead Creek von Osten kommend auf den Heart River. Dieser fließt im Anschluss in Richtung Westnordwest. Bei Flusskilometer 43, nahe der Gemeinde Nampa, kreuzt der Alberta Highway 2 den Flusslauf. Im Anschluss wendet sich der Heart River nach Nordwesten und ab Flusskilometer 22 nach Norden. Er erreicht schließlich die Kleinstadt Peace River, wo er in den Peace River mündet. Die unteren 34 Kilometer des Flusslaufs befinden sich im Greene Valley Provincial Park.

## Hydrologie
Am Pegel 07HA003, am Alberta Highway 2 nahe Nampa bei Flusskilometer 43 gelegen, beträgt der mittlere Abfluss (MQ) 3,08 m³/s. Der höchste monatliche mittlere Abfluss tritt im April auf und liegt bei 10,8 m³/s.